# Paranthura porteri
Paranthura porteri là một loài chân đều trong họ Paranthuridae. Loài này được Boone miêu tả khoa học năm 1920.